# آزاده پورمختار
آزاده پورمختار (زاده ۱۳۳۳ در تهران) بازیگر، عروسک‌گردان و گوینده اهل ایران است. وی هم‌اکنون در دانشگاه در رشته تئاتر عروسکی مشغول به تدریس است.

## گزیدهٔ آثار
- باجناق‌ها (بازیگر)
- قصهٔ شهر کارستان (۱۳۶۳–۱۳۶۲) (بازیگر)
- الو! الو! من جوجوام (۱۳۷۳ بازیگر)
- قصه‌های تابه‌تا (۱۳۷۳) زی زی گولو
- مدرسه موشها (۱۳۶۰–۱۳۶۳)
- درون و برون بدن ما
- هادی و هدی (۱۳۶۴)
- خاله قورباغه
- شهر موشها ۲ (۱۳۹۳ سرپرست گویندگان)
- در به درها (۱۳۸۳ گوینده عروسکی)
- گلنار (۱۳۶۷ گوینده عروسکی)
- خونه مادربزرگه (۱۳۶۶) گوینده نقش «نوک سیاه»

## مجموعه تلویزیونی
- ۱۳۶۱ اشک تمساح (احمد نجیب‌زاده)
- ۱۳۶۲ شهر کارستان (هرمز هدایت)
- ۱۳۶۶ زنگ بیداری (هرمز هدایت)
- ۱۳۶۷ قصه‌های صندوق طلایی (هرمز هدایت)
- ۱۳۶۸ زیر گنبد کبود (هرمز هدایت)
- ۱۳۷۳ برگی از زندگی (هرمز هدایت)
- ۱۳۷۷ کاشانه (قاسم جعفری)